# Лосенко Антон Павлович
Лосе́нко Анто́н (Антін) Па́влович (30 липня (10 серпня) 1737, Глухів, Глухівський полк, Гетьманщина — 23 листопада (4 грудня) 1773, Санкт-Петербург, Російська імперія) — живописець, педагог і культурний діяч. Основоположник українського історичного живопису.

## Життєпис
Народився у Глухові, Глухівський полк, Гетьманщина, в козацькій родині. Навчався у Глухівській школі співу та інструментальної музики. Рано став сиротою. У 7 років (1744) направлений до Придворної співацької капели. 1753 року (через пов'язану з віком зміну голосу) відданий у навчання до портретиста Івана Аргунова, — кріпацького живописця графа Петра Шереметьєва.
1758 зарахований графом Іваном Шуваловим до Імператорської Академії мистецтв, де навчався під керівництвом французьких художників Луї-Жозефа Ле Лоррена (фр. Louis-Joseph Le Lorrain 1715—59) та Жана-Луї Девельї (фр. Jean-Louis Develly 1730–1804). 1760 року написав портрети президента петербурзької Академії мистецтв графа Івана Шувалова, поета Олександра Сумарокова. Від вересня цього ж року вдосконалював свою майстерність у Жана Рету (фр. Jean II Restout 1692–1768) у Парижі. Створив там велику картину за євангелійським сюжетом «Чудовий лов риби». 1762 року повернувся до Санкт-Петербурга. Написав портрети великого князя Павла Петровича (майбутній імператор Павло I; «Портрет Великого князя Павла Петровича в дитинстві»), засновника першого російського публічного театру Федора Волкова і актора Якова Шумського.
У 1763-1765 знову навчався в Парижі у майстерні історичного живопису Жозефа-Марі Вієна (фр. Joseph-Marie Vien 1716-1809). Там він написав, зокрема, «Смерть Адоніса», «Андрій Первозванний» (обидві 1764), «Жертвоприношення Авраама (Авраам приносить в жертву сина свого Ісаака)» (1765). Від 1766 року вивчав античність і копіював майстрів Відродження в Італії, написав полотно «Зевс і Фетіда» (1769). У його картинах початку й середини 1760-х років на біблійні сюжети відчутні зв'язки з мистецтвом пізнього бароко, наступні праці (зокрема «Авель» і «Каїн», обидві 1768) позначені рисами класицизму.
1769 повернувся до Санкт-Петербурга. У 1770 створив картину на тему давньоруської історії — «Володимир і Рогніда», яка стверджувала рівноправність національної історії з історією античного світу. За неї отримав звання академіка. Цього ж року обійняв посаду ад'юнкт-професора петербурзькій Академії мистецтв. 1772 року став професором і директором (спільно з французьким скульптором Ніколя-Франсуа Жілле (фр. Nicolas-François Gillet) 1709—91) петербурзької Академії мистецтв.
Створив перший в Російській імперії посібник з художньої анатомії під назвою «Пояснення короткої пропорції людини, заснованої на перевіреному дослідженні різних пропорцій древніх статуй, старанням Імператорської Академії мистецтв професора живопису пана Лосенка для користі юнацтва, що вправляється в малюванні, видане». Підготував рекомендації щодо роботи над історичною картиною. Працював над полотном «Прощання Гектора з Андромахою» (1773, якого не закінчив: у піднесених образах у ній втілено ідею патріотичного подвигу, готовності до самопожертви.
1773 (на 37-му році життя) почав тяжко хворіти й невдовзі помер  від водянки в Санкт-Петербурзі. Похований там само на Смоленському цвинтарі.
Його педагогічна діяльність, а також його підручник (ним користувалися до середини 19 століття) істотно вплинули на розвиток художньої освіти в Російській імперії.
Картини Лосенка зберігаються в музеях Росії, Білорусі, України («Авель» — у Харківському художньому музеї).

## Картини
Старожитність

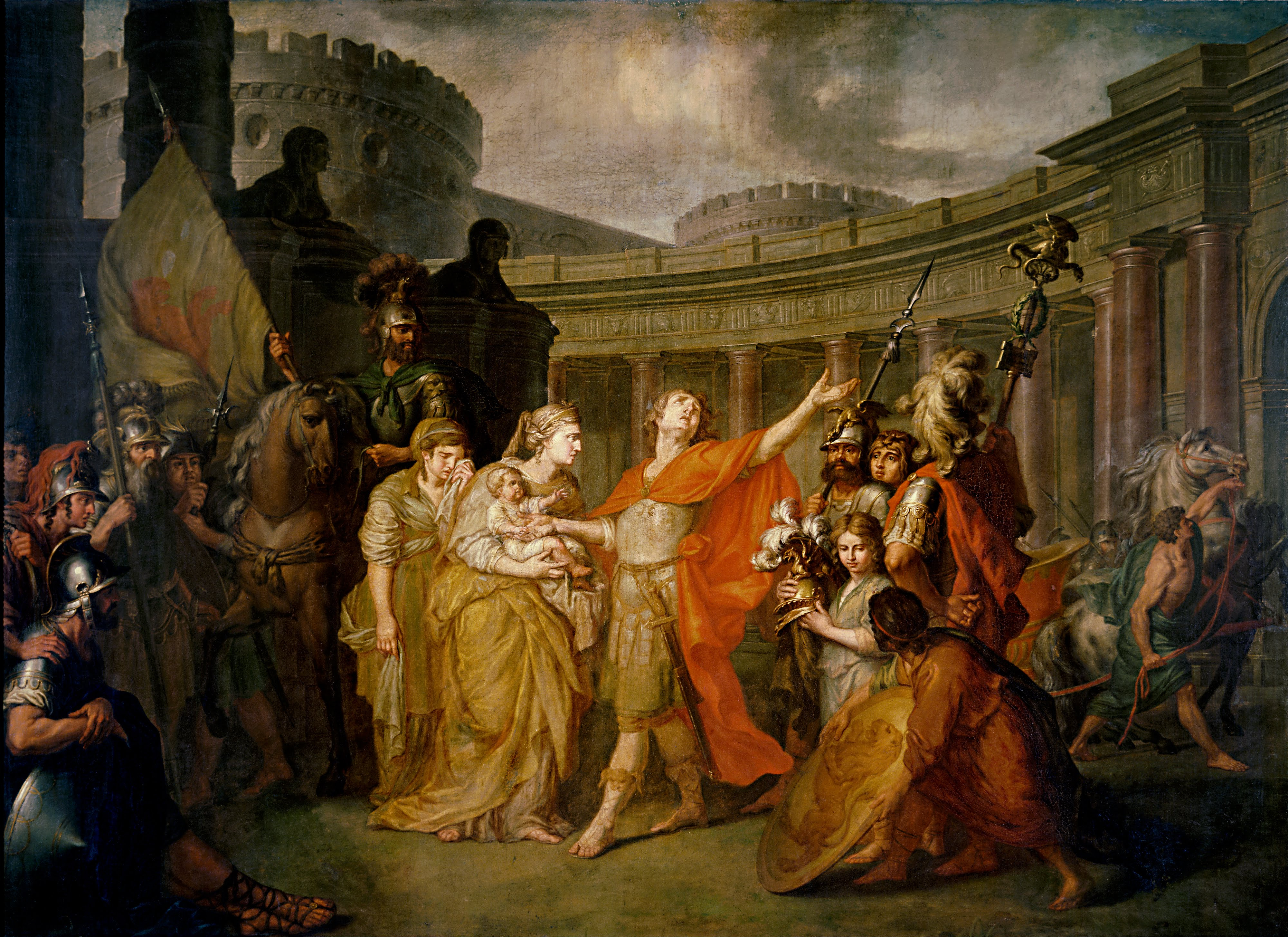
Прощання Гектора з Андромахою (1773)
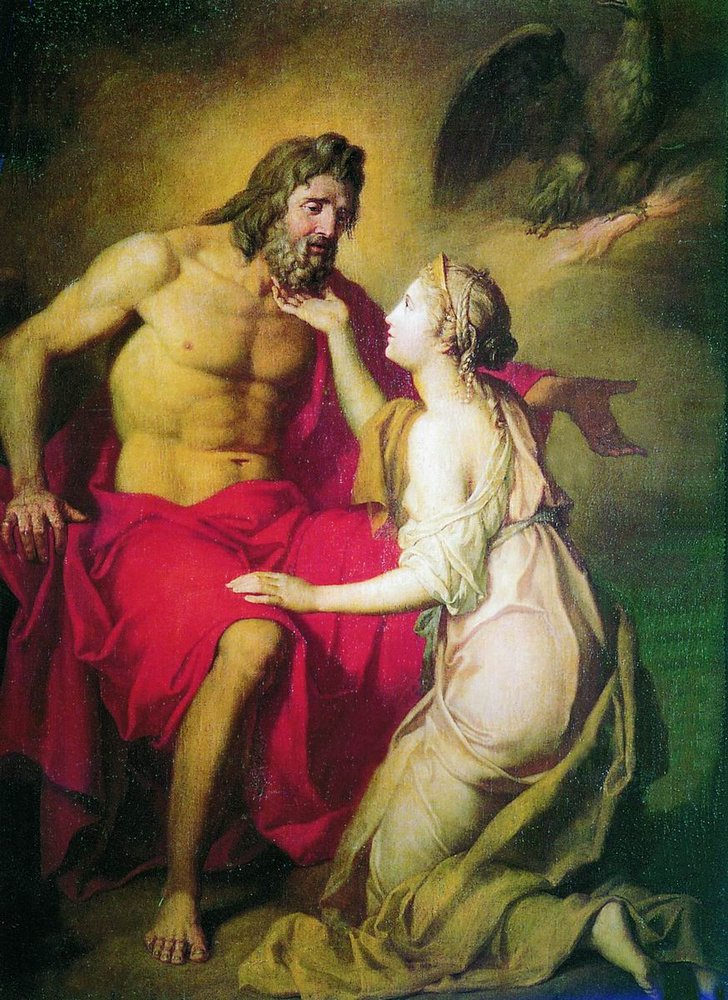
Зевс і Фетіда (1769)
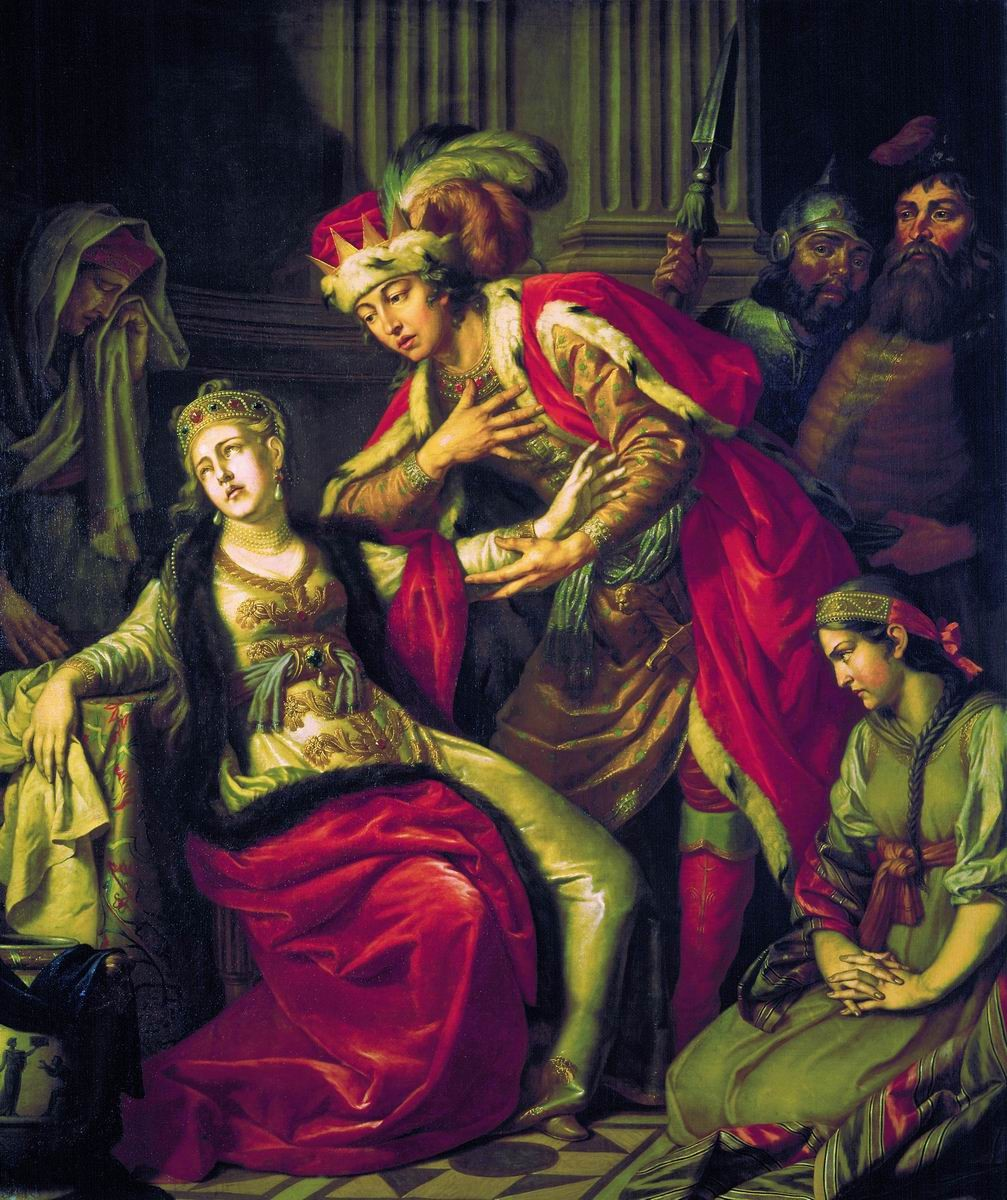
Володимир і Рогніда (1770)

Святе Писання

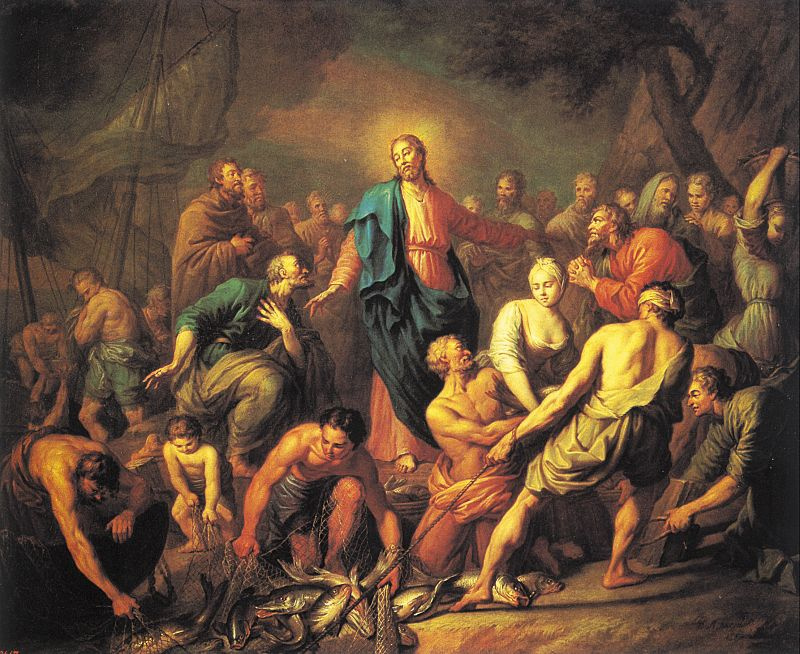
Чудесна ловля риби (1762)
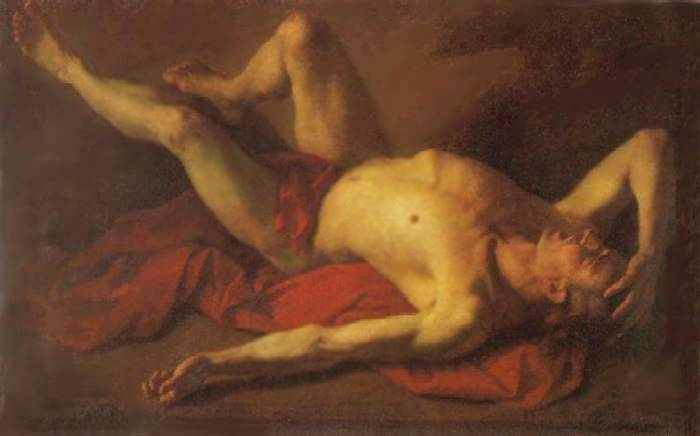
Авель (1768), Харківський художній музей
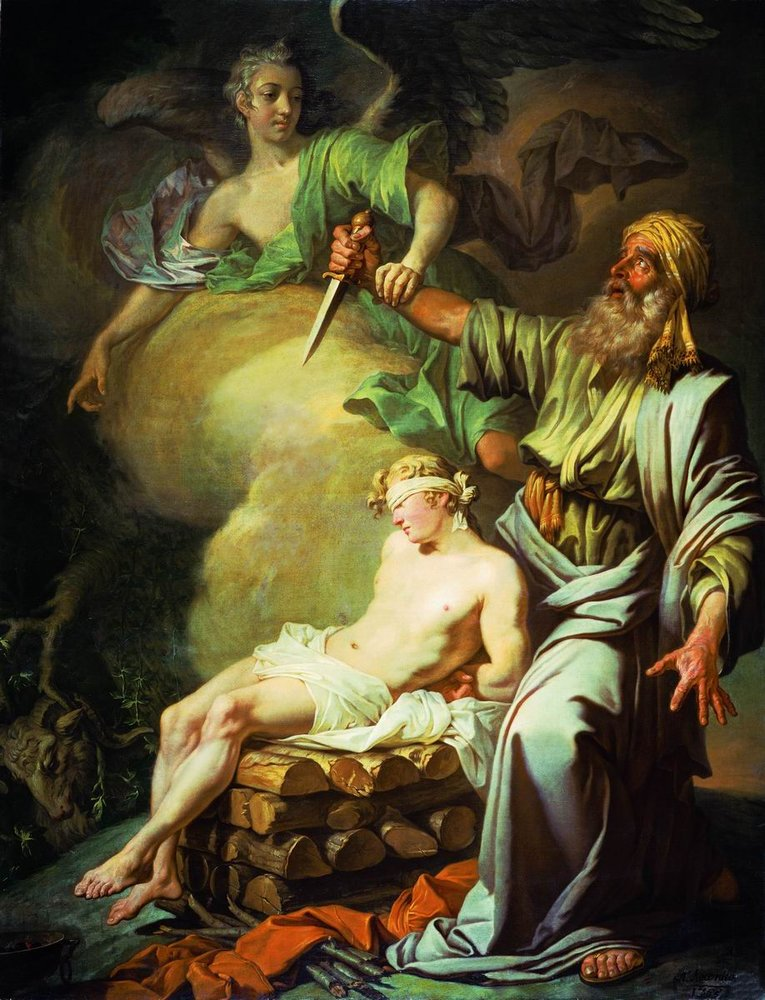
Жертвоприношення Авраама (1765)
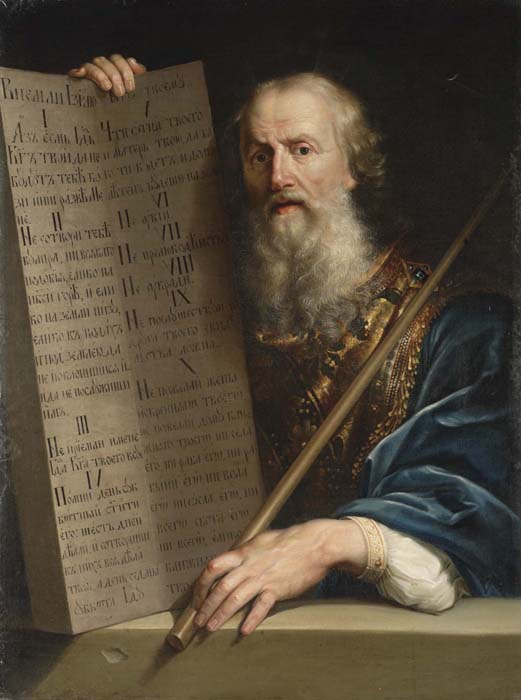
Десять заповідей Моїсея
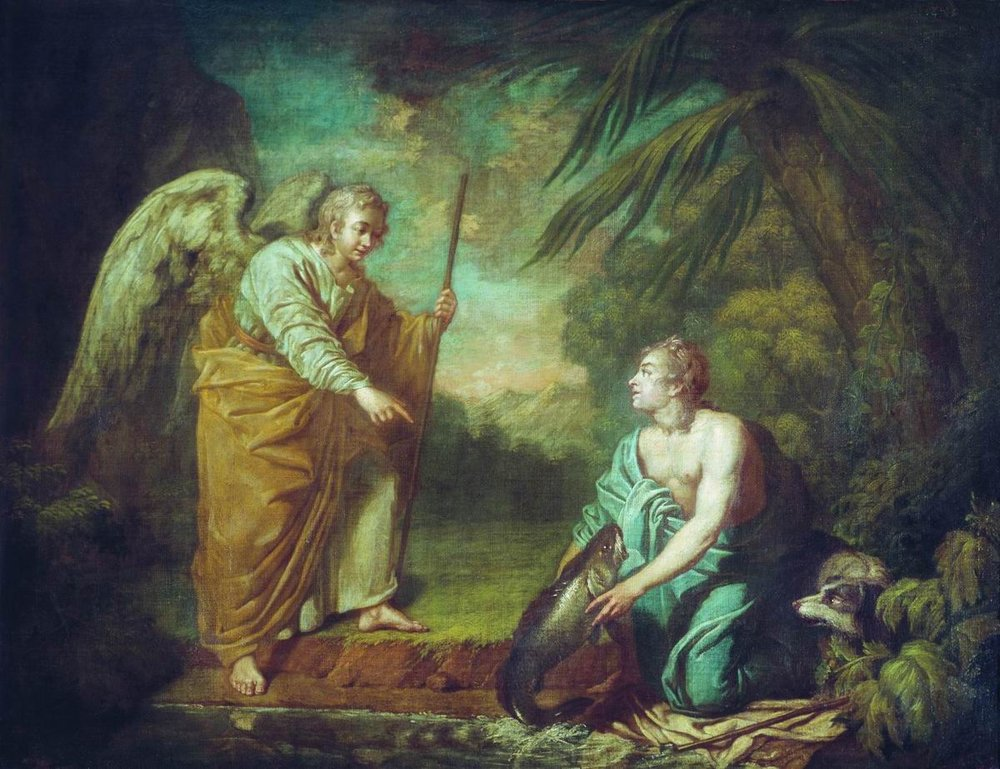
Товій з ангелом (1759)

Портрети

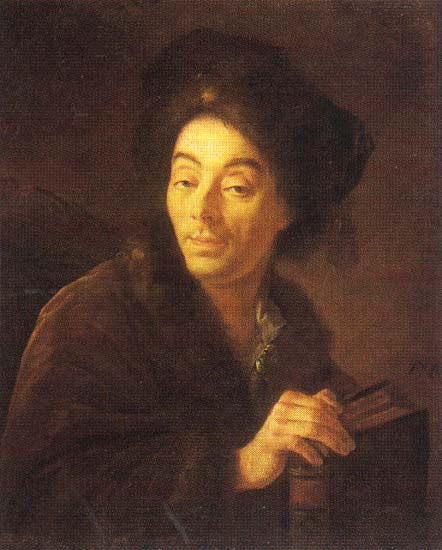
актор Яків Шумський (1760)
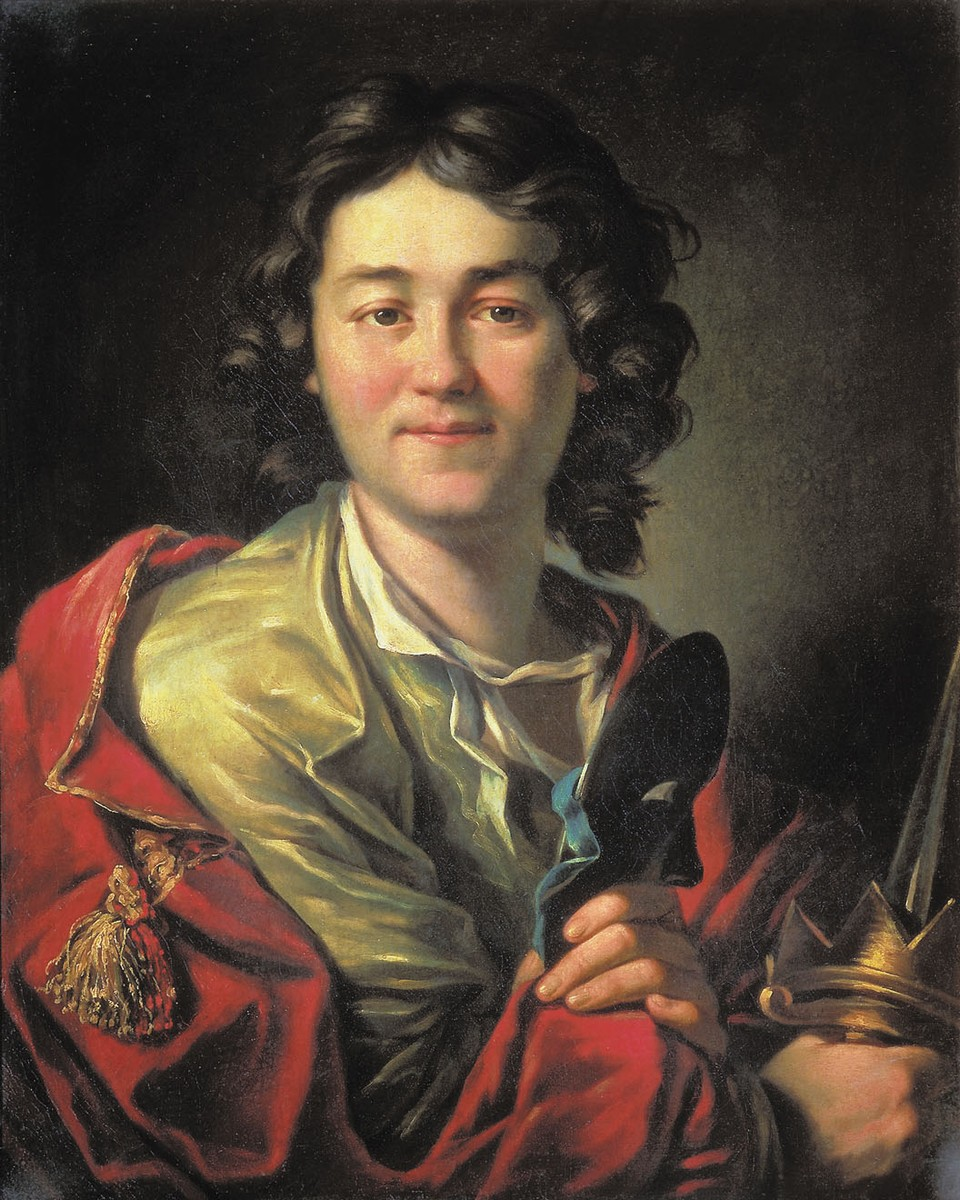
актор Федір Волков (1763)
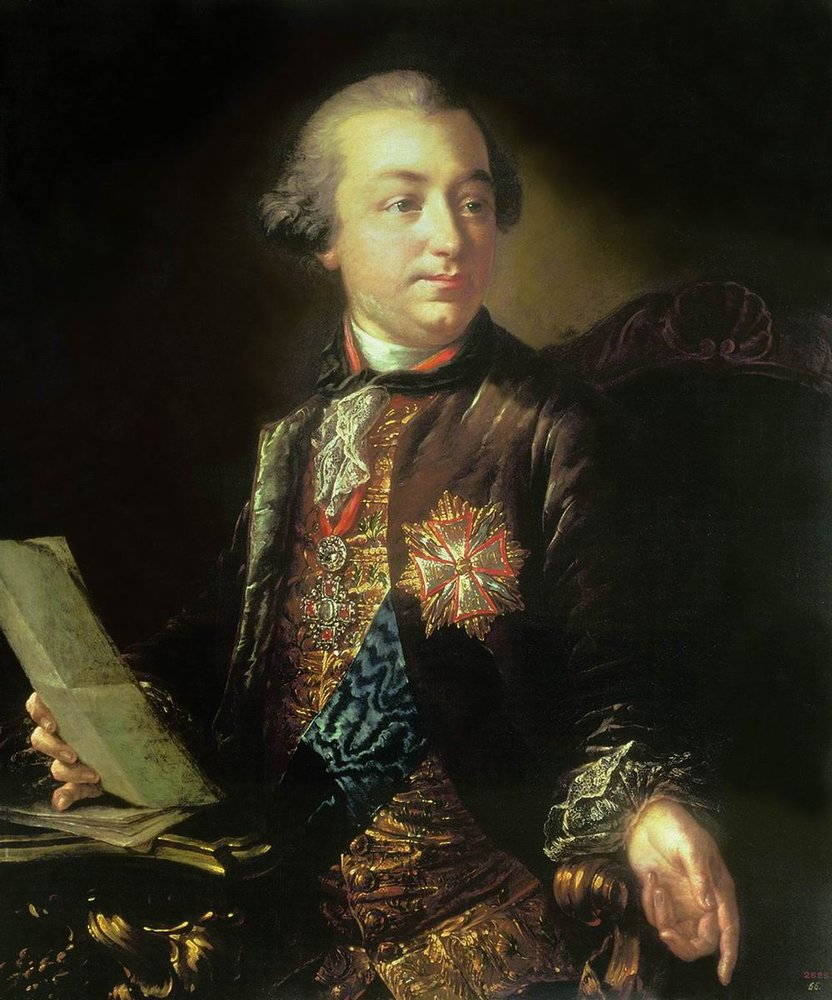
граф Іван Шувалов (1760)
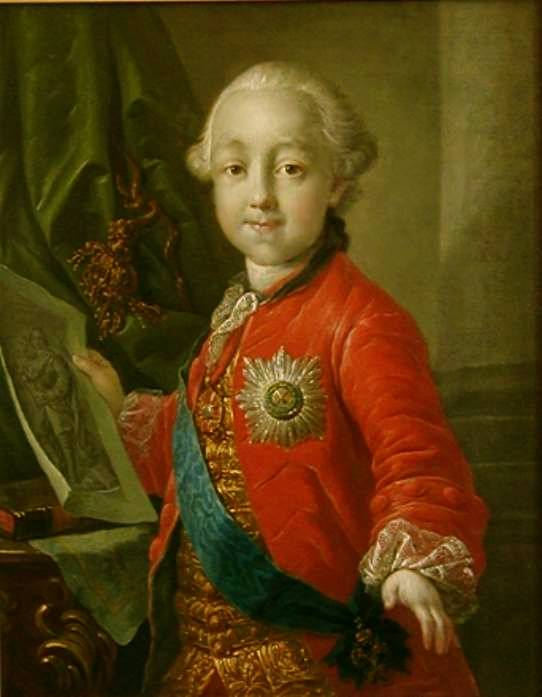
імператор Павло I (1763)
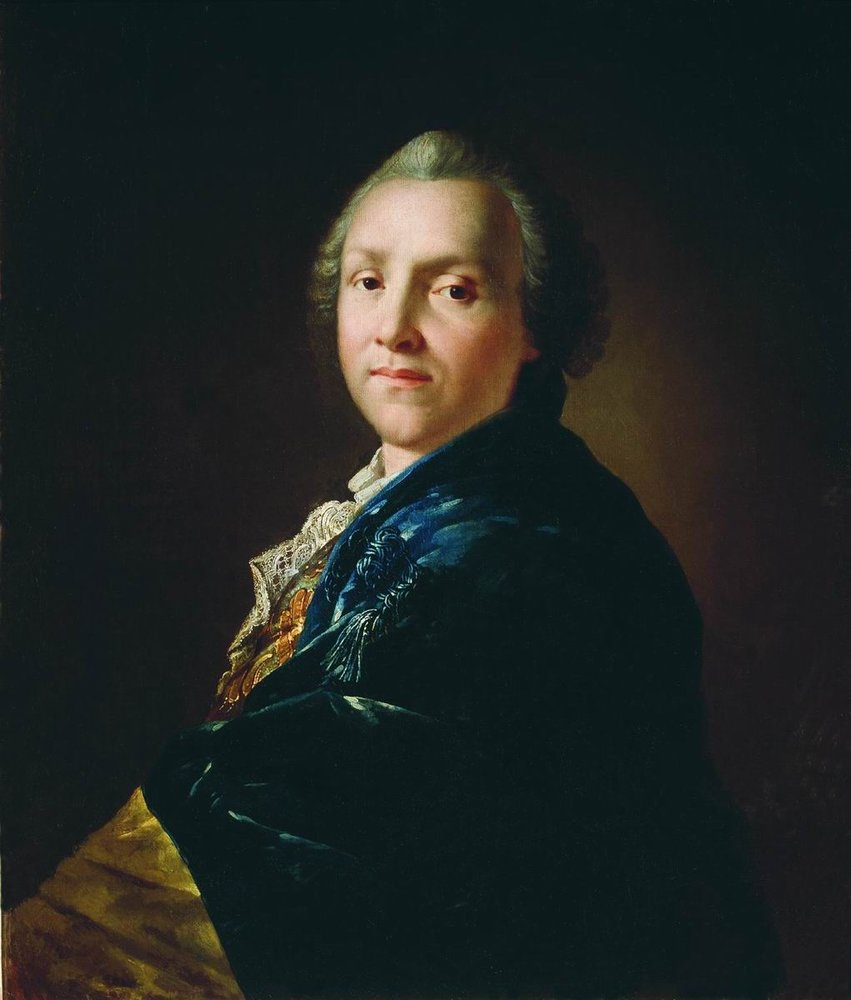
поет Олександр Сумароков (1760)